# Pokémon Conquest
Pokémon Conquest, conhecido no Japão como Pokémon + Nobunaga's Ambition (ポケモン＋ノブナガの野望, Pokemon Purasu Nobunaga no Yabō) é um RPG de estratégia desenvolvido pela Tecmo Koei e publicado pela Nintendo para Nintendo DS. Este jogo é um crossover entre Pokémon e Nobunaga's Ambition. O jogo foi lançado no Japão em 17 de março de 2012, na América do Norte em 18 de junho de 2012, e na Europa (apenas para países que falam Inglês) em 27 de julho de 2012.

## Jogabilidade
O jogador, acompanhado de um Eevee, viaja através da Região Ransei (ランセ地方, Ranse-chihō), faz amizades com Pokémon e batalha com Guerreiros (ブショー, Bushō) e Warlords - senhores da guerra - (ブショーリーダー, Bushō Rīdā) para conquistar a região e uni-la como uma nação; Warlords e Líderes Warlord podem se juntar ao grupo do jogador, permitindo ao jogador ter acesso à um maior número de Pokémon. A jogabilidade é baseada na estratégia por turnos, com Pokémon diferentes que possuem ataques e movimentações distintas. Os Warlords também possuem um único ataque que aumenta os poderes de seu Pokémon, os vários Warlords e Líderes Warlord são nomeados de acordo com figuras da História Japonesa. Depois de derrotar Nobunaga e concluir a história principal, o jogador pode jogar em 32 missões especiais, cada uma conta com um dos Warlords e com diferentes objetivos (como dominar uma parte de Ransei ou toda a região). Eles apresentam Inteligência Artificial (como as nações inimigas atacando suas nações com mais frequencia), a habilidade de melhorar os locais dentro da região através de um banco para encontrar mais Pokémon ou obter itens melhores e a habilidade de evoluir o resto dos Warlords. Após os episódios dos 16 principais Warlors serem completados, um episódio final vai ser desbloqueado. É, essencialmente, um novo jogo com o personagem principal jogável com todos os recursos adicionais dos episódios pós-jogo.

## Enredo
Uma lenda diz que aquele que unificar todos os 17 reinos da Região Ransei (ランセ地方, Ranse-chihō), terá uma chance de encontar o Pokémon Legendário, Arceus, que criou a Região Ransei. Guerreiros e Warlords de toda a região procuram cumprir esta lenda, trazendo assim, uma era de paz para Ransei.
O jogo inicia no reino de Aurora (ハジメ, Hajime), onde o jogador mora e é proclamado o novo Warlord de Aurora. O reino mais próximo, Ignis (カエン, Kaen) manda guerreiros para emboscar Aurora, mas falha novamente em derrotar o jogador e Oichi. Oichi explica ao jogador como todos os outros reinos de Ransei se tornaram agressivos e hostis uns com os outros, com o objetivo de cumprir a Lenda de Ransei. Isto inicia a angustiante jornada do jogador de unificar as outras nações, na esperança de restaurar a paz sobre Ransei.
Depois de conquistar os reinos de Ignis (カエン, Kaen), Greenleaf (アオバ, Aoba), e Fountaine (イズミ, Izumi), Oichi explica que Nobunaga, que habita na região norte de Ransei, é a maior ameaça da região. Após derrotar os reinos de Violight (シデン, Shiden), Chrysalia (サナギ, Sanagi), e Pugilis (コブシ, Kobushi), Oichi explica que a ambição de Nobunaga é cumprir a Lenda e usar o poder de Arceus para destruir Ransei. Após a conquista dos dois reinos de Terrera (ダイチ, Daichi), e Illusio (ゲンム, Genmu), Oichi organiza a celebração do recrutamento de Shingen e Kenshin, para o exército do jogador. Durante a comemoração, o jogador é confrontado por Nobunaga, que possui os reinos de Avia (ツバサ, Tsubasa), Cragspur (キガン, Kigan), Yaksha (ヤシャ, Yasha), Viperia (ドクガ, Dokuga), Valora (フクシ, Fukushi), Nixtorm (フブキ, Fubuki), e Spectra (ミタマ, Mitama) sobre seu comando. Nobunaga informa ao jogador e Oichi de sua tolice de tentar se opor a ele, e retorna ao reino de Dragnor (リュウ, Ryū).
Finalmente chegando ao reino de Dragnor, Oichi e o jogador são confrontados por Ranmaru, servo de Nobunaga, que defende que Oichi não deve se opor a Nobunaga, irmão mais velho de Oichi. Apesar de compartilharem da mesma "carne e sangue", Nobunaga, junto com Zekrom, planeja aniquilar Oichi, a desafiando, juntamente com o jogador, para uma batalha. Depois de derrotá-lo, o jogador descobre a  Infinity Tower (Torre do Infinito), onde Arceus aparece. Depois de fazer um link com Arceus, o jogador é confrontado novamente por Nobunaga, agora com um Rayquaza negro, além de Mitsuhide, Nō (ノウヒメ, Nouhime), Ieyasu, Ranmaru, Hideyoshi, para uma batalha final. Depois de perder para o jogador e Oichi mais uma vez, Nobunaga revela suas verdadeiras intenções, que era trazer a paz para Ransei após a morte de Arceus.

### Warlords
- Jogador (Herói/Heroína): Um jovem Warlord de Aurora(tipo Normal). O jogador conhece Eevee desde sua infância, que se tornam parceiros para conquistar Ransei.
- Oichi: Irmã mais nova de Nobunaga. Se junta ao jogador desde que ele defende o reino de Aurora do exército de Ignis (カエン, Kaen), liderado por Hideyoshi. O seu parceiro de viagem e batalhas é Jigglypuff. Ela ajuda o jogador como uma conselheira.
- Nobunaga: Warlord de Dragnor (tipo Dragão) e irmão mais velho de Oichi. Tem como parceiros, Hydreigon, Zekrom, e Rayquaza negro. Na história principal, ele é visto como uma força destrutiva, empenhado em conquistar toda Ransei para receber o poder do Pokémon legendário que a criou.
- Hideyoshi: Warlord de Ignis (tipo Fogo). Ele serve Nobunaga na história principal, seu parceiro é Monferno.
- Motonari: Warlord de Greenleaf (tipo Grama/Folha), seu parceiro é Servine.
- Motochika: Warlord de Fontaine (tipo Água), seu parceiro é Dewott.
- Ginchiyo: Warlord de Violight (tipo Elétrico), seu parceiro é Luxio. Uma mulher orgulhosa que é recrutável na história principal.
- Yoshimoto: Warlord de Chrysalis (tipo Inseto), seu parceiro é Pineco. É recrutável na história principal.
- Yoshihiro: Warlord de Pugilis (tipo Lutador), seu parceiro é Gurdurr. Gosta de uma boa luta, e é recrutável na história principal.
- Kenshin: Warlord de Illusio (tipo Psíquico). Tem um grande rivalidade com Shingen. Seu parceiro é Gallade.
- Shingen: Warlord de Terrera (tipo Terra). É rival de Kenshin, também é recrutável na história principal, seu parceiro é Rhyperior.
- Ujiyasu: Warlord de Cragspur (tipo Pedra), seu parceiro é Boldore. Serve Nobunaga na história principal.
- Kotarō: Warlord deYaksha (tipo Escuridão), seu parceiro é Zoroark. Serve Nobunaga na história principal.
- Nene: Warlord de Viperia (tipo Venenoso), seu parceiro é Golbat. Serve Nobunaga na história principal.
- Masamune: Warlord de Avia (tipo Voador), seu parceiro é Braviary. Serve Nobunaga na história principal.
- Ieyasu: Warlord de Valora (tipo Metálico), seu parceiro é Aggron. Serve Nobunaga na história principal.
- Nō: Warlord de Spectra (tipo Fantasma), seu parceiro é Mismagius. Serve Nobunaga na história principal.
- Mitsuhide: Warlord de Nixtorm (tipo Gelo), seu parceiro é Lapras. Serve Nobunaga na história principal.

## Desenvolvimento
Pokémon + Nobunaga's Ambition foi revelado pela primeira vez em uma festa da Shueisha, em um evento de anime e manga que aconteceu em 17 de dezembro de 2011. Nintendo e Tecmo Koei anunciaram o jogo durante esse evento e revelaram que seria lançado em 2012. The Pokemon Company anunciou um evento de live streaming, que foi usado para revelar informações àos consumidores do Japão.[carece de fontes?] Parte dos desenhos dos personagens e dos humanos foi inspirado em Samurai Warriors 3, com a ajuda de Ken Sugimori.[carece de fontes?] Em 4 de abril de 2012, foi anunciado no site Pokemon.com que Pokémon + Nobunaga's Ambition seria lançado nos Estados Unidos em 18 de junho de 2012, como Pokémon Conquest.